# Menhir Pierrefiche

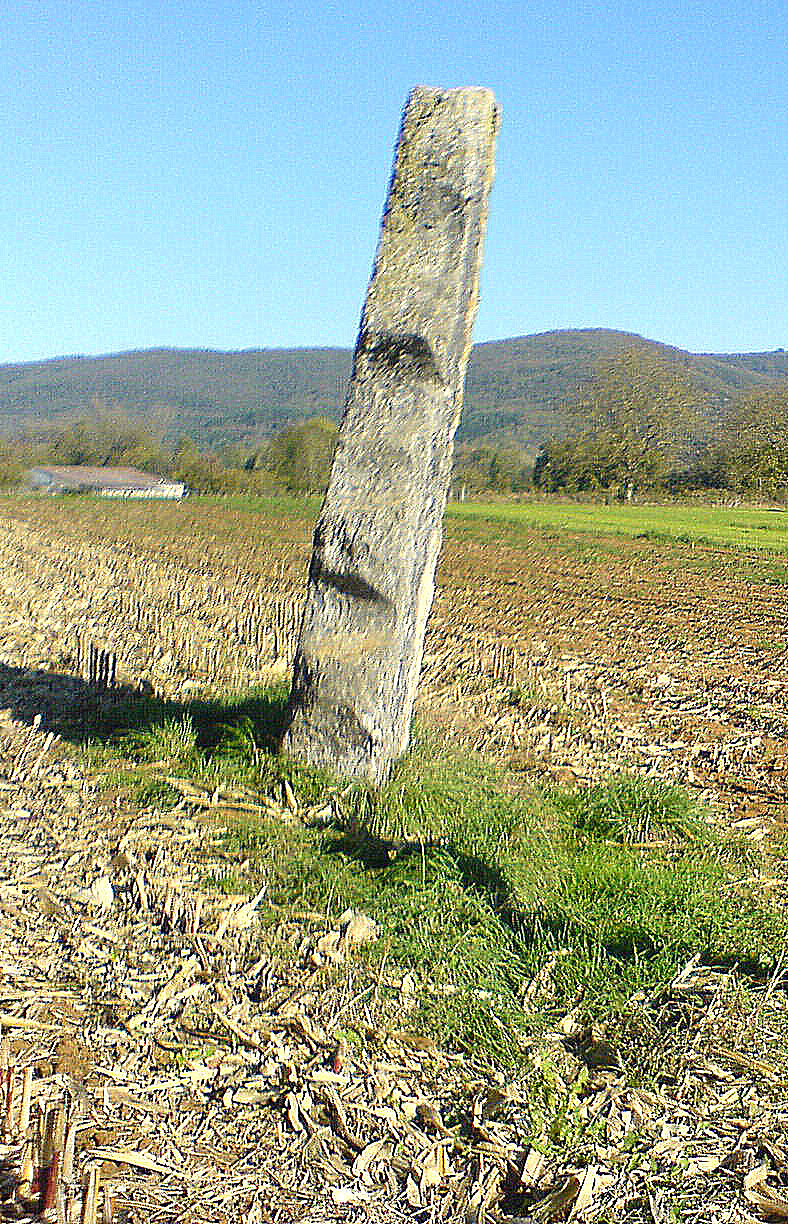
Menhir Pierrefiche

Der etwa 3,8 m hohe Menhir Pierrefiche (auch Pierre-Fiche) steht nahe der Straße D43, nördlich von Simandre-sur-Suran bei Bourg-en-Bresse im Norden des Département Ain in Frankreich. Seine Form gleicht burgundischen Menhiren des mittleren Neolithikums (4200–3600 v. Chr.)
Antike Quellen erwähnen zwei in der Nähe stehende Steine, die im 18. Jahrhundert beseitigt wurden. Es ist der einzige bekannte Menhir in Ain und eines der wenigen bezeugten Megalithmonumente im Département. Der Menhir ist bereits 1888 als Monument historique klassifiziert worden und damit als ältestes Denkmal des Départements.
Im Weiler Pierrefiche im Département Sarthe steht der etwa 3,3 m hohe, 2,0 m breite und 0,5 m dicke stark zernarbte Menhir de la Pierre Fiche.

## Legende
Laut einer Legende wurden der Menhir und seine beiden Nachbarn von drei Feen dort angepflanzt.